# Ilfochrome
Das Positivpapier Ilfochrome (früher auch Cibachrome) ist ein Fotopapier von Ilford zur Herstellung von Positivbildern von Dias.

## Geschichte
Auf Basis einer in den 1930er Jahren von dem ungarischen Chemiker Béla Gáspár in Berlin entwickelten Technik wurde das Positivpapier ab 1963 von dem Schweizer Unternehmen Ciba in Zusammenarbeit mit Ilford zur Marktreife und 1969 nach der Übernahme von Ilford durch Ciba im selben Jahr als Cibachrome in den Verkauf gebracht. Nach Jahren der Weiterentwicklung des Papiers verkaufte Ciba (seit 1970 Ciba-Geigy) 1989 alle Ilford-Unternehmensanteile an das US-amerikanische Unternehmen International Paper und Cibachrome musste in Ilfochrome umbenannt werden.
Ende 2011 gab das Unternehmen bekannt, große Teile der Produktlinie aufgrund stark sinkender Nachfrage und gestiegener Rohstoffpreise einzustellen.

## Technik
Bei diesem Verfahren muss das Dia nur auf das Positivpapier belichtet werden und anschließend in einem Spezialprozess in einer Entwicklungstrommel entwickelt werden. Der Ilfochromeprozess P-3x unterscheidet sich vom normalen RA-4 Prozess für Farbbilder. Er ist länger haltbar und teurer, weswegen er in Großlaboren so gut wie gar nicht eingesetzt  wird. Diese scannen mittlerweile  lieber die Dias ein und drucken diese dann wieder auf speziellem Papier aus. Ungeachtet der hohen Kosten, liefern Ilfochrome-Papiere Bilder von exzellenter Farbbrillanz und Lichtbeständigkeit. Dieses Papier wird gerne von Fotografen verwendet, die ihre Fotografien ausstellen wollen.
Ilfochrome erspart lästige Arbeitsschritte wie das Umkopieren auf Negativfilm, um diesen dann schließlich auf normalen Farbpapier auszubelichten und zu entwickeln. Durch diese Arbeitsschritte entstünde unweigerlich ein erheblicher Qualitätsverlust, da jeder Film etwas anders sensibilisiert ist.